# Takanori Kono
Takanori Kono (河野 孝典 Kōno Takanori?), född 7 mars 1969, är en japansk tidigare nordisk kombinationsåkare som tävlade internationellt under 1990-talet, och tog guld på såväl världsmästerskap som olympiska spel, samt vann tävlingen vid Holmenkollen skifestival.
Kono tog tre medaljer vid olympiska vinterspel, inklusive två guld (3 x 10 kilometer lag: 1992, 1994) och silver (15 kilometer individuellt: 1994). Han tog också två guld i lagtävlingen vid världsmästerskapen (3 x 10 kilometer: 1993, 4 x 5 kilometer: 1995). 
Kono vann också tävlingen i nordisk kombination vid Holmenkollen skifestival 1993, som förste asiat.
2006 blev han tränare för japanska landslaget i nordisk kombination.